# Monika Brzeźna
Monika Brzeźna (ur. 12 października 1991 we Wrocławiu) – polska kolarka szosowa, mistrzyni Polski (2023) oraz dwukrotna wicemistrzyni Polski w wyścigu ze startu wspólnego (2014, 2017).

## Kariera sportowa
Była zawodniczką TKK Pacific Toruń (2013–2015), następnie została zawodniczką MAT Atom Deweloper Wrocław. Jej największym sukcesem indywidualnym jest mistrzostwo Polski w 2023 oraz dwukrotne wicemistrzostwo Polski w wyścigu szosowym ze startu wspólnego w 2014 i w 2017. Ponadto była mistrzynią Polski w jeździe parami (2013, 2014, 2015 – z siostrą Pauliną Brzeźną-Bentkowską i 2018 z Katarzyną Wilkos) oraz w jeździe na czas drużynowo (2013, 2014, 2015, 2017, 2018, 2019), a w górskich mistrzostwach Polski zajęła trzykrotnie 1. miejsce (2018, 2021, 2022), dwukrotnie 2. miejsce  (2013, 2020) i trzykrotnie 3. miejsce (2014, 2015, 2019). Ponadto zajęła 13. miejsce na Igrzyskach Europejskich w Baku (2015).